# Kensington Olympia (Metropolitano de Londres)

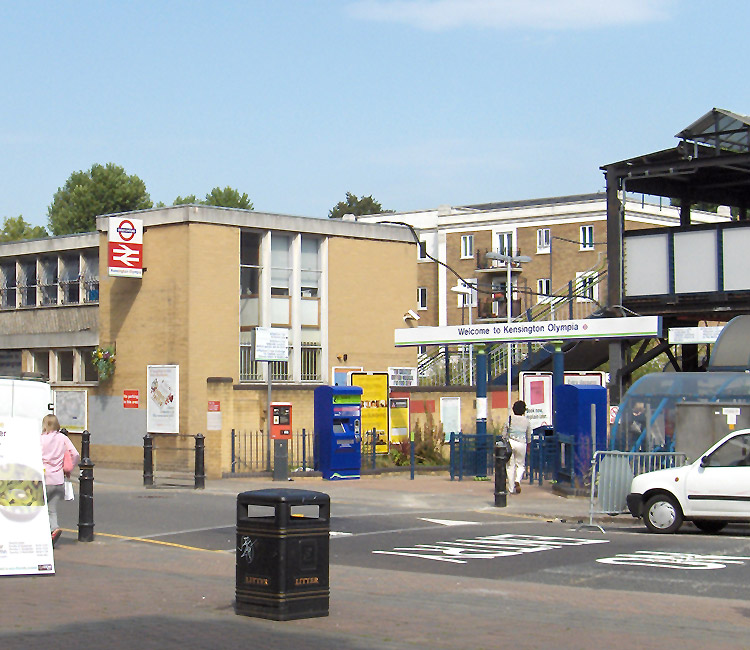
Entrada do Kensington Olympia (Metropolitano de Londres)

Kensington Olympia é uma estação do Metrô de Londres e do London Overground em Kensington, no Royal Borough of Kensington and Chelsea, no oeste de Londres. Ela é servida pela District line.